# Trái tim chàng dũng sĩ
Duang Jai Kabot  (tên tiếng Thái: ดวงใจขบถ, tên tiếng Việt: Trái tim chàng dũng sĩ) là bộ phim truyền hình Thái Lan phát sóng vào năm 2019. Đây là phần một của bộ Suparburoot Jorm Jon (สุภาพบุรุษจอมโจร) (với phần sau là Maturot Lohgan (มธุรสโลกันตร์, Âm thanh địa ngục)), cũng là nam diễn viên Mike Pataradet đảm nhận. Phim phát sóng trên kênh Channel 7 (CH7) với sự tham gia của Pataradet Sa-nguankwamdee và Tisanart Sornsuek. Ở phần một kể về mối tình của Trung úy Pasu Prapairee và Công chúa vương quốc Saengjunta / Chao Joi. Trung úy Pasu, một người lính Thái Lan được giao nhiệm vụ đi cứu giúp Jao Saeng Jantra, công chúa của Muang Jaai, đất nước bị lật đổ bởi cuộc đảo chính của quân đội. Sự gần gũi này liệu có làm cho họ nảy sinh tình cảm hay vì sự khác nhau về địa vị, quyền thế mà khiến họ phải xa nhau?

## Diễn viên
| Vai                             | Diễn viên chính           |
| ------------------------------- | ------------------------- |
| Trung úy Pasu Prapairee         | Pataradet Sa-nguankwamdee |
| Công chúa Saengjunta / Chao Joi | Tisanart Sornsuek         |
| Trung úy Yuparach               | Louis Hesse d'Alzon       |
| Aonkam                          | Apa Bhavilai              |
| Vai                             | Diễn viên phụ             |
| Trung úy Paothep Pitaksakul     | Yotsawat Tawapee          |
| Chao Khun Saengreuang           | Ratthee Vorarojyothin     |
| Bua                             | Kittiya Jitpakdee         |
| Vua Saengnorfah                 | Nuttanan Khunwat          |
| Hoàng hậu Juntateywee           | Mantana Himatongkam       |
| Chao Ounkam                     | Savitree Samipak          |
| Lumpoo                          | Prima Ratchata            |
| Akansingh                       | Wayne Falconer            |
| General Angu                    | Surawut Maikun            |
| Captain Antone                  | Nuntasai Pisolyabut       |
| Khun Ying Waraporn (mẹ Pasu)    | Kochakorn Nimakorn        |
| Đại tá Danu Prapairee (bố Pasu) | Wasu Saengsingkaeo        |
| Jortae                          | Chanida Suphaphan         |
| Ja Sip Ake Jor A                | Charlie Greenchai         |

## Rating
- Nguồn: Ch.7HD Drama Society
  - Ep 1: 4.66
  - Ep 2: 4.8
  - Ep 3: 4.86
  - Ep 4: 6.28
  - Ep 5: 5.6
  - Ep 6: 5.25
  - Ep 7: 5.71
  - Ep 8: 6.15
  - Ep 9: 5.85
  - Ep 10: 5.82
  - Ep 11: 5.81
  - Ep 12: 6.33
  - Ep 13: 7.0
  - Ep 14: 6.9
  - Ep 15: 7.14
    - Trung bình: 5.88

## Ca khúc nhạc phim
- ดวงใจขบถ / Duang Jai Kabot - Dom Tiw Thong
- ทุกส่วนของหัวใจอยู่กับเธอ / Took Suan Kaung Hua Jai Yoo Kab Tur - "Bee" Peerapat Tenwong